# トピためっ!
『トピためっ!』（topix&entertainment）は、ジェイコム足立（J:COM足立）のあだちコミュニティチャンネルで2008年5月12日から放送されている地域情報番組。

## 放送時間
- 初回放送は毎週月曜から金曜の17:30～18:00。

（2010年10月から2011年3月までは月曜から木曜の放送）
※2011年4月の放送からは17:55からJCN足立でOAされている各チャンネルのインフォマーシャルがある為、事実上17:55までの放送。
なお、19:00・21:00・23:00、翌日の7:00・12:00に再放送がある。
- 土曜と日曜の7:00と12:00は、その週に放送した内容をまとめて放送する。

## 出演
- 竹内英樹（司会。月-水曜日を担当）
- 長澤美紀子（司会。月-水曜日を担当）
- 木曽さんちゅう（司会。木曜・金曜を担当）
- 阿里耶（司会。木曜・金曜を担当）
- ねづっち（ねづっちぃ散歩Ｒを担当）
- とよしん（どっちをチョイス!?を担当）
- 東塚菜実子（月一コーナー「おさかなレシピ」を担当）
- ニックス（「ニックスの突撃！週末お買い得情報」を担当）

## 過去の出演者
- 中村亮子（現在は同局の「のんき～ず」に出演）
- 本岡なり美（11年3月まで司会を担当）
- しゅく造め（現在は同局の「のんき～ず」に出演）
- 足立区立OKO
- 立松あゆみ（13年3月まで月・火曜司会を担当）
- 小西由里奈（13年3月まで水曜司会を担当）

## コーナー
前半は区内での出来事を紹介する「トピックス」、後半は曜日ごとのコーナーがある。11年4月からコーナーのリニューアルや曜日異動などがあった。
- 月曜
  - ニックス調査隊
  - 浅草芸人さんいらっしゃい
  - こちら「まみたん」編集部
- 火曜
  - 安全・安心だいじょうぶ課
  - 快適！JCNライフ
- 水曜
  - みせっchao！（区内のちょっと気になるお店を紹介）
  - おうちグルメ（お取り寄せやお持ち帰りグルメを紹介）

- 木曜
  - スーパーベルクスお買い得情報（スーパーベルクスにおける週末のお買い得情報を紹介。店舗に電話して情報が提供される。）
  - おさかなレシピ（魚介類を使った簡単レシピを紹介する月一コーナー）
  - 今月のするが（するがおすすめ商品を紹介する月一コーナー）
  - お便り紹介

- 金曜
  - 謎かけシネマ（TOHOシネマズ西新井の映画情報を紹介）
  - ホップステップさんちゅう
  - ねづっちぃ散歩Z
  - ゼロスターメッセージ（0学占い）

## 過去のコーナー
- ちょいデラ
- チャンネルズームアップ（注目のCSチャンネルを紹介）
- 即興!謎かけ生電話（ねづっちが視聴者に生電話で謎かけをする）
- 謎かけステーション（ねづっちが区内で活躍する人や面白いお店をレポートする）
- ベビスポッ!（区内のママサークル代表を招き、子育てに役立つ情報を紹介する）
- ニコニコスタイル（区内の美容室によるヘアアドバイス）
- 取材記者ＯＫＯ（区内のマニアック情報）
- 足立区広報番組
- 簡単!クイックレシピ（区内在住のフードコーディネイターが、スーパーベルクスの旬の食材を使った手軽なレシピを紹介）
- ねづっちぃ散歩
- グルさんちゅう
- なみコレ